# Dolichopeza cinctitarsis
Dolichopeza cinctitarsis är en tvåvingeart som först beskrevs av Alexander 1927.  Dolichopeza cinctitarsis ingår i släktet Dolichopeza och familjen storharkrankar. Inga underarter finns listade i Catalogue of Life.